# Тахер, Абу
Абу Тахер (бенг. আবু তাহের, 14 ноября 1938 — 21 июля 1976) — левый военный и политический деятель Бангладеш, герой войны за независимость страны, один из руководителей Национальной социалистической партии и активный участник восстания 7 ноября 1975 года. Признан мучеником за освобождение страны.

## Биография
В 1959 году окончил колледж в Силхете, затем получил степень магистра в Институте социального обеспечения и исследований при Университете Дакки в 1960 году. Какое-то время работал помощником учителя в средней школе Дургапура в округе Читтагонг. Вступил в ряды армии Пакистана в 1960 году. Участвовал в индо-пакистанской войне 1965 года сначала в Кашмире, а затем в секторе Сиалкот и получил награду за доблесть. Проходил обучение на тактических курсах в колледже Кветты в 1970 году, но покинул их в знак протеста против геноцида со стороны пакистанской армии с 25 марта 1971 года. В июле 1971 года он вместе с майором Мухаммадом Абул Манзуром, майором Зиауддином и капитаном Патвари перешел границу и вступил в войну за независимость Бангладеш.
Был тяжело ранен 14 ноября 1971 года при нападении на вражеский лагерь в Камалпуре и потерял левую ногу выше колена. После лечения в Индии вернулся в страну в апреле 1972 года и был назначен генерал-адъютантом армии Бангладеш. Покинул ряды армии в сентябре 1972 года из-за разногласий с правительством.
После убийства шейха Муджибура Рахмана и последовавшей чередой переворотов, организовал восстание солдат и общественности 7 ноября 1975 года. Освободил Зиаура Рахмана из-под ареста, но уже 24 ноября был арестован по его приказу. Тахер и ещё 34 человека предстали перед военным трибуналом и были приговорены к смертной казни. Повешен 21 июля 1976 года.
Реабилитирован в 2010 году.